# Attacca
Unter attacca (wörtlich: „verbinde!“) versteht man eine Spielanweisung in der Musik, die am Ende eines Satzes bzw. Stückes auftreten kann. Sie besagt, dass das nachfolgende Stück bzw. der folgende Satz ohne Pause sofort angespielt werden soll. Eine Steigerung oder Bekräftigung stellt attacca subito dar („sofort anschließend“). Dabei handelt es sich jedoch um eine Tautologie.
In manchen Vokalwerken (etwa Opern oder Messen) ist aus dem Notentext oft nicht ableitbar, ob nach Ende eines Stücks eine Pause erfolgen soll oder nicht. Deswegen kann der Komponist diese Bezeichnung einfügen, um zu verdeutlichen, dass ohne Unterbrechung weitergespielt werden soll.
Ab Ludwig van Beethoven wird es auch üblich, in Sinfonien, Klaviersonaten oder Konzerten mehrere Sätze miteinander zu verbinden („Sonata quasi una Fantasia“, 4. und 5. Klavierkonzert, 5. Sinfonie). In dieser Tradition stehen auch Werke von Robert Schumann oder Richard Strauss.